# Payn de Turberville (Adliger, † 1130)
Payn de Turberville (auch Paganus oder Payn I de Turberville) (bl. 1126–1130) war ein normannischer Adliger. Er ist das erste bekannte Mitglied der Familie Turberville, die sich nach Thouberville in der Normandie benannte.

## Leben
Nach Urkunden von Neath Abbey und dem Book of Llandaff war Payn de Turberville ein Gefolgsmann von Earl Robert of Gloucester, dem weite Gebiete in Südostwales gehörten. Als Earl Robert weitere Gebiete des westlichen Glamorgan von den Walisern eroberte, erhielt Turberville wohl in den 1120er Jahren die Herrschaft Coety nördlich von Ogmore. Möglicherweise hatte er aber Coety bereits vor 1106 von Robert Fitzhamon erhalten und dort Coity Castle als Ringwall errichtet. Turberville wurde auch als Der Dämon (walisisch Y Cythraul) bezeichnet, wobei nicht geklärt ist, warum er diesen Schimpfnamen erhalten hat. Er wird nur 1126 und 1129 in Urkunden genannt. Angeblich soll er zunächst die Tochter des walisischen Häuptlings von Coety geheiratet haben. Nach einer weiteren Geschichte gab er Robert Fitzhamon einen derart gewaltigen Schlag, dass dieser dadurch schwachsinnig wurde. Diese Geschichten haben aber keine historische Grundlage.
Turberville heiratete Sibyl de Londres. Sie entstammte der Familie der Herren von Ogmore und brachte Siblewick am River Alun sowie Landbesitz bei Corntown und Heronston bei Ogmore mit in die Ehe. Mit ihr hatte Turberville mindestens zwei Söhne:
- Gilbert de Turberville († vor 1183)
- Simon de Turberville († vor 1166)

Turberville teilte seinen Besitz unter seinen beiden Söhnen auf: während der jüngere Simon die Güter erbte, die seine Mutter mit in die Ehe gebracht hatte, erbte der ältere Gilbert Coety.